# بنو فاضل (یمن)
 بنو فاضل  (در عربی:  بَنو فاضِل )
نام روستایی است در دهستان بَنُو فایَش از توابع استان جَوف در کشور یمن در شبه جزیره عربستان.

## جمعیت
جمعیت آن (۱۰۷ ) نفر (۹ خانوار) می‌باشد.